# HD 45184
HD 45184 är en ensam stjärna belägen i den södra delen av stjärnbilden Stora hunden. Den har en skenbar magnitud av ca 6,37 och är mycket svagt synlig för blotta ögat där ljusföroreningar ej förekommer. Baserat på parallax Gaia Data Release 2 på ca 45,5 mas, beräknas den befinna sig på ett avstånd på ca 72 ljusår (ca 22 parsek) från solen. Den rör sig närmare solen med en heliocentrisk radialhastighet på ca -4 km/s.

## Egenskaper
HD 45184 är en solliknande gul till vit stjärna i huvudserien av spektralklass G2 Va. Den har massa, radie och ljusstyrka är något högre än solens, och den har en nära solmetallicitet - vad astronomer kallar överskottet av element med högre atomnummer än helium. Stjärnan är cirka tre miljarder år gammal och har en rotationsperiod på 20 dygn. Den har en magnetisk aktivitetscykel på 5,14 år som har en lägre amplitud än den hos solen.

## Planetssystem
HD 45184 har en planet som är ca 12 gånger så massiv som jorden med en omloppsperiod av 5,88 dygn kring värdstjärnan. Denna exoplanet upptäcktes med metoden för mätning av radiell hastighet. Den bekräftades senare med Spitzer, varefter en andra förmodad planet med liknande massa upptäcktes i bana med en 13,1 dygns omloppsperiod. Stjärnan observerades av Spitzer för notering av en transitering av den inre planeten, men ingen sådan upptäcktes. Båda de Neptunusliknande planeterna har nästan cirkulära banor nära värdstjärnan.
Ett överskott av infraröd strålning med en våglängd på 70 μm har detekterats med hjälp av Multiband Imaging Photometer för Spitzer, vilket anger trolig närvaro en stoftskiva. Baserat på svartkroppsmodeller kretsar den 1,0 AE från värdstjärnan med en medeltemperatur på 280 K. Det kan finnas ytterligare en stoftskiva med en temperatur av 60 K, som kretsar på ett avstånd av 22,89 AE.
| Planet | Massa                 | Halv storaxel (AE)     | Siderisk omloppstid (d) | Excentricitet    | Inklination | Radie |
| ------ | --------------------- | ---------------------- | ----------------------- | ---------------- | ----------- | ----- |
| b      | ≥12,19 +1,06 -1,03 MJ | 0,0644 +0,0020 -0,0021 | 5,8854 ± 0,0003         | 0,07 ± 0,05      | -           | -     |
| c      | ≥8,81 +1,09 –1,02 MJ  | 0,1100 +0,0034 –0,0036 | 13,1354 +0,0026 –0,0025 | 0,07 +0,07 –0,05 | -           | -     |